# Mervyn Peake
Mervyn Laurence Peake, född 9 juli 1911 i Lushan, Kina, död 17 november 1968 i Burcot, Oxfordshire, var en brittisk författare, konstnär, poet och illustratör. Han är mest känd som författare till fantasyserien Gormenghast. Under 2008 namngav dagstidningen The Times honom som en av de 50 främsta författarna i Storbritannien sedan 1945.

## Biografi

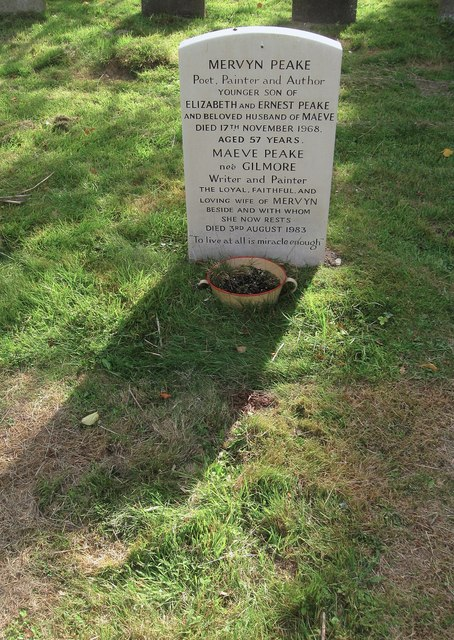
Mervyn Peakes grav i St Mary's Church, Burpham.

Mervyn Peake föddes 1911 i semesterorten Lushan i Kina, bara månader före  Xinhairevolutionen och bildandet av Republiken Kina. Hans föräldrar var missionärer från England. Familjen återflyttade till England 1923. Från 1929 till 1933 studerade han till konstnär på Royal Academy of Art. 1939 debuterade han som författare med barnboken Captain Slaughterboard Drops Anchor som han även själv illustrerade. Han har också gjort illustrationer till böcker av Lewis Carroll, bland annat Alice i Underlandet.
Under andra världskriget arbetade Peake som krigsillustratör. Vid denna tid kom även Titus Groan (1946), första delen i serien Gormenghast. Den följdes senare av böckerna Gormenghast (1950) och Titus Alone (1959). I slutet av 1950-talet började Peakes hälsa försämras och han diagnostiserades med Parkinsons sjukdom. Peake avled i november 1968. En studie från 2003 av JAMA Neurology visade att orsaken till Peakes död var Lewykroppsdemens.

## Galleri

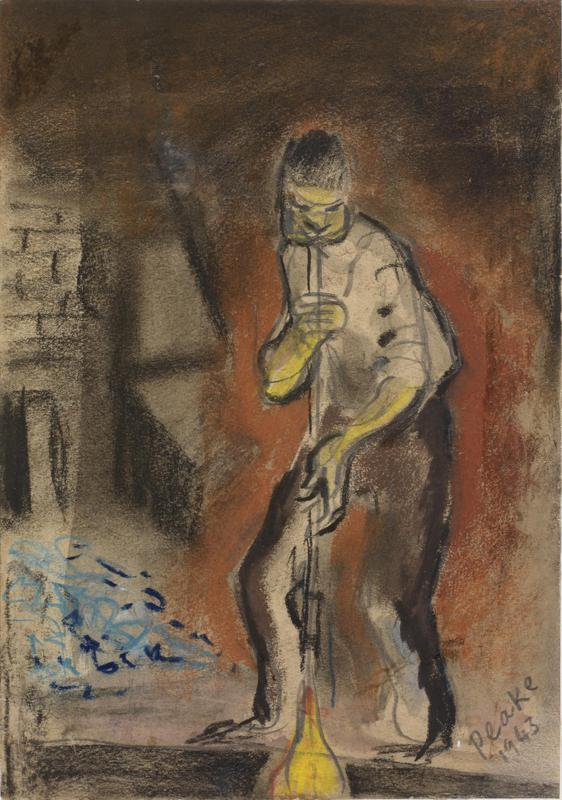
Study of Glass-blowers, målad 1943.
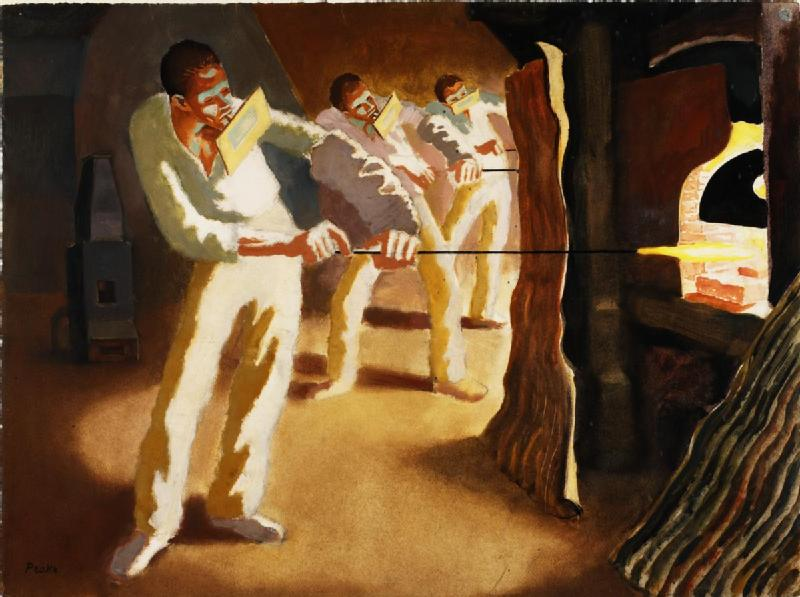
Glass-blowers 'Gathering' from the Furnace, målad 1943.
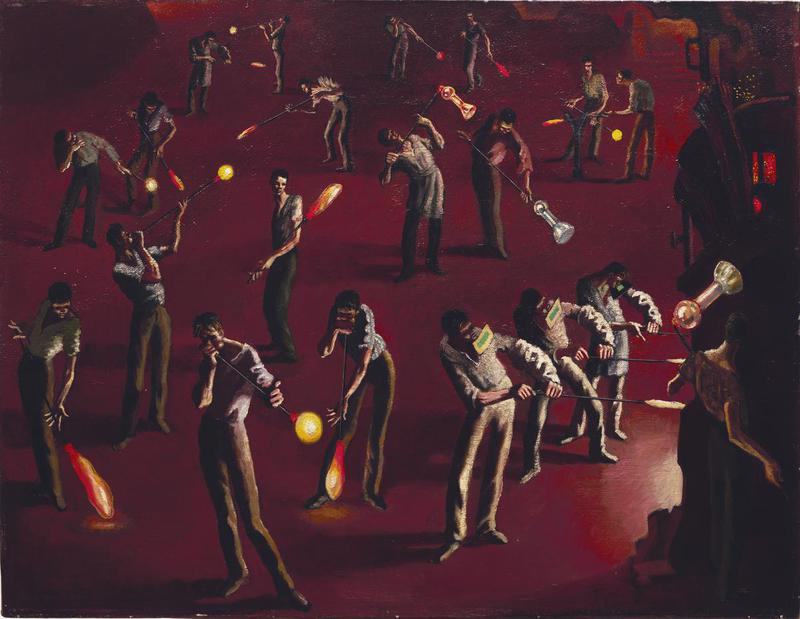
The Evolution of the Cathode Ray (Radiolocation) Tube, målad 1943.
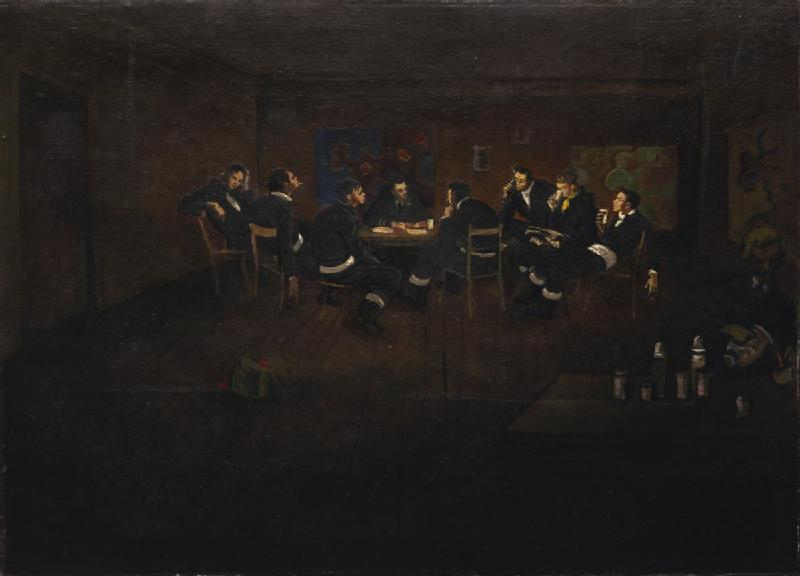
Interrogation of Pilots, målad 1944.